# 惑星の道

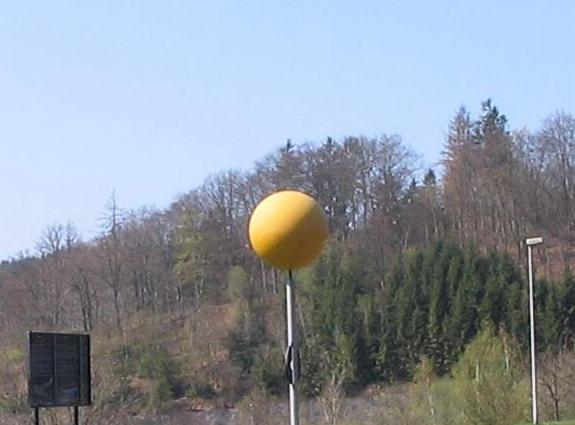
ドイツのダム湖Primstalsperreの遊歩道にある太陽のモデル

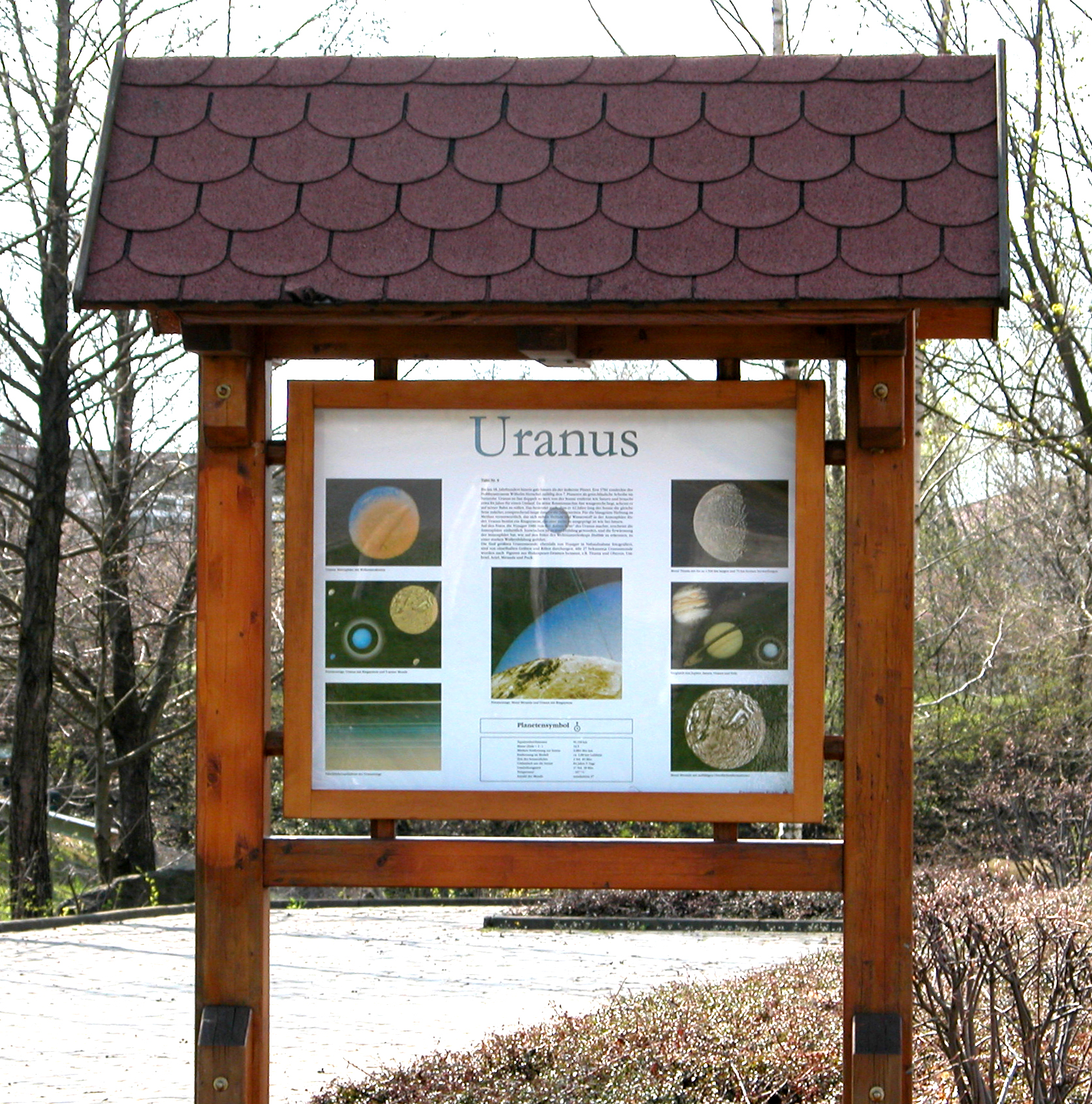
Neuhof-Kalbachの惑星の道の天王星の看板

惑星の道（わくせいのみち、ドイツ語：Planetenweg、デンマーク語：Planetstien）はデンマーク、ドイツ、スイス、オーストリアなどにある遊歩道で、一定の比率で縮小された、太陽から太陽系の惑星までの距離の表示を見ながら歩く遊歩道である。
よく用いられる縮尺は10億分の1で、その比率では太陽から冥王星までの距離は約6kmになり、ハイキングには適当な距離となる。一般的なハイカーが時速5kmで歩くと、この比率では光速の約4倍の速さでハイカーは歩いていることになる。直径1.39 m (1390 mm)の太陽を出発すると、58mで直径4.9 mmの水星に到達し、さらに50m歩くと、12.1 mmの金星に到達し、さらに41m歩くと、直径12.7 mmの地球に達し、地球の周りには38cmの軌道で3.5mmの月がある。次に6.8 mmの火星にいたるまでは78mで、内惑星を通りすぎるためには228mである。
さらに550mほど歩くと、直径120mmの木星が現れ、土星まではさらに648mを歩くことになる。天王星までは1.427kmさらに歩き、海王星まではさらに1.627km歩くことになる。光の速度で5.4時間かかる太陽から冥王星までの距離は10億分の1の縮尺ではトータル6kmを少しきる距離となる。

## 各国の惑星の道の場所のリスト
- デンマーク
  - Aalborg、Aars、Fjerritslev、Jels、Lemvig
- ドイツ
  - シュパルト
  - ゲオルゲンスグミュント
  - ウンタージーマウ
  - その他にドイツ語版に約50ヶ所のリストがある。
- イタリア
  - St. Christina in Gröden, Südtirol
- リヒテンシュタイン
  - Vaduz
- オーストリア
  - Freistadt、Hellmonsödt、Königsleiten、Terfens、Tullnerfeld-Wienerwald、Wien
- スイス
  - Aarau、Bülach、Emmen、Locarno、Saint-Luc VS; Wallis、Falera bei Flims、Solothurn